# Aarde (trigram)
Aarde is een trigram uit het Chinese Boek der Veranderingen. Het trigram stelt het element aarde voor.
Het ziet er als volgt uit:
```
-- -- 3 Yin
-- -- 2 Yin
-- -- 1 Yin

```

Betekenissen van het trigram:
- aarde;
- windstreek: het zuidwesten

Met de acht trigrammen van de I Tjing kunnen de 64 hexagrammen worden samengesteld.